# Сагедду, Мария Габриелла
Мари́я Габрие́лла Саге́дду (итал. Maria Gabriella Sagheddu; 17 марта 1914[…], Доргали — 23 апреля 1939[…], Гроттаферрата, Лацио) — блаженная Римско-католической церкви, монахиня из женского монашеского ордена трапписток. Деятель экуменизма. Родилась 17 марта 1914 года в Доргали (Сардиния), Италия, умерла 23 апреля 1939 года в Гроттаферрата, Италия.

## Биография
Родилась в крестьянской семье. В 18 лет стала активно участвовать в приходской жизни, занимаясь катехизацией. Была членом католического движения «Католическое Действие».
В 1935 году поступает в женский траппистский монастырь в Гроттаферрата, где 31 октября 1937 года приняла вечные монашеские обеты. В монастыре Мария Габриелла, вдохновлённая экуменической деятельностью своей настоятельницы монастыря, начала молиться об единстве христиан. Вскоре внезапно заболев тяжёлой болезнью, она воспринимает свои телесные страдания как жертву, принесённую ради единства всех верующих во Иисуса Христа.
23 апреля Мария Габриелла умерла. После её смерти почитание Марии Габриеллы широко распространилось в экуменических католических кругах и в различных протестантских общинах Европы, США, Латинской Америки.

## Канонизация
25 января 1983 года папа Иоанн Павел II причислил Марию Габриеллу к лику блаженных. Имя блаженной Марии Габриеллы упоминается в энциклике Иоанна Павла II «Ut unum sint» («Да будут все едино»).
День памяти в Католической церкви — 22 апреля.

## Источник
- Католическая Энциклопедия, т.3, изд. Францисканцев, 2007, стр. 170—171, ISBN 978-5-91393-016-3